# Mihály Földi
Mihály Földi (Budapest, 14 ottobre 1894 – Budapest, 1943) è stato uno scrittore, giornalista e drammaturgo ungherese.
Tra i suoi romanzi tradotti in italiano vi sono L'ultima maschera (Az utolsó álarc), L'anima di Anna Kádár (Kádár Anna lelke), L'uomo nudo (A meztelen ember), Sposi amanti (A házaspár), La donna del secolo (A század asszonya), La menzogna (A miniszter), e L'autunno del cuore (Menekülök).